# Nerqin Hand
Nerqin Hand là một đô thị thuộc tỉnh Syunik, Armenia. Dân số ước tính năm 2011 là 69 người.